# Портмадог
Портма̀дог (на уелски: Porthmadog, произнася се ˌpɒrθˈmædɒɡ) е град в Северозападен Уелс, графство Гуинед. Разположен е на залива Тремадог Бей, който е част от залива Кардиган Бей на около 90 km югозападно от английския град Ливърпул. На около 30 km на север от Портмадог е главният административен център на графството Карнарвън. Има жп гара и пристанище. Морски курорт. Между Портмадог и село Тремадог е прокопан изкуствения воден канал Ъ Кит. Населението му е 4187 жители според данни от преброяването през 2001 г.

## Спорт
Представителният футболен отбор на града се казва ФК Портмадог. Дългогодишен участник е в Уелската Висша лига.